# Seminario Permanente Claudio Rodríguez

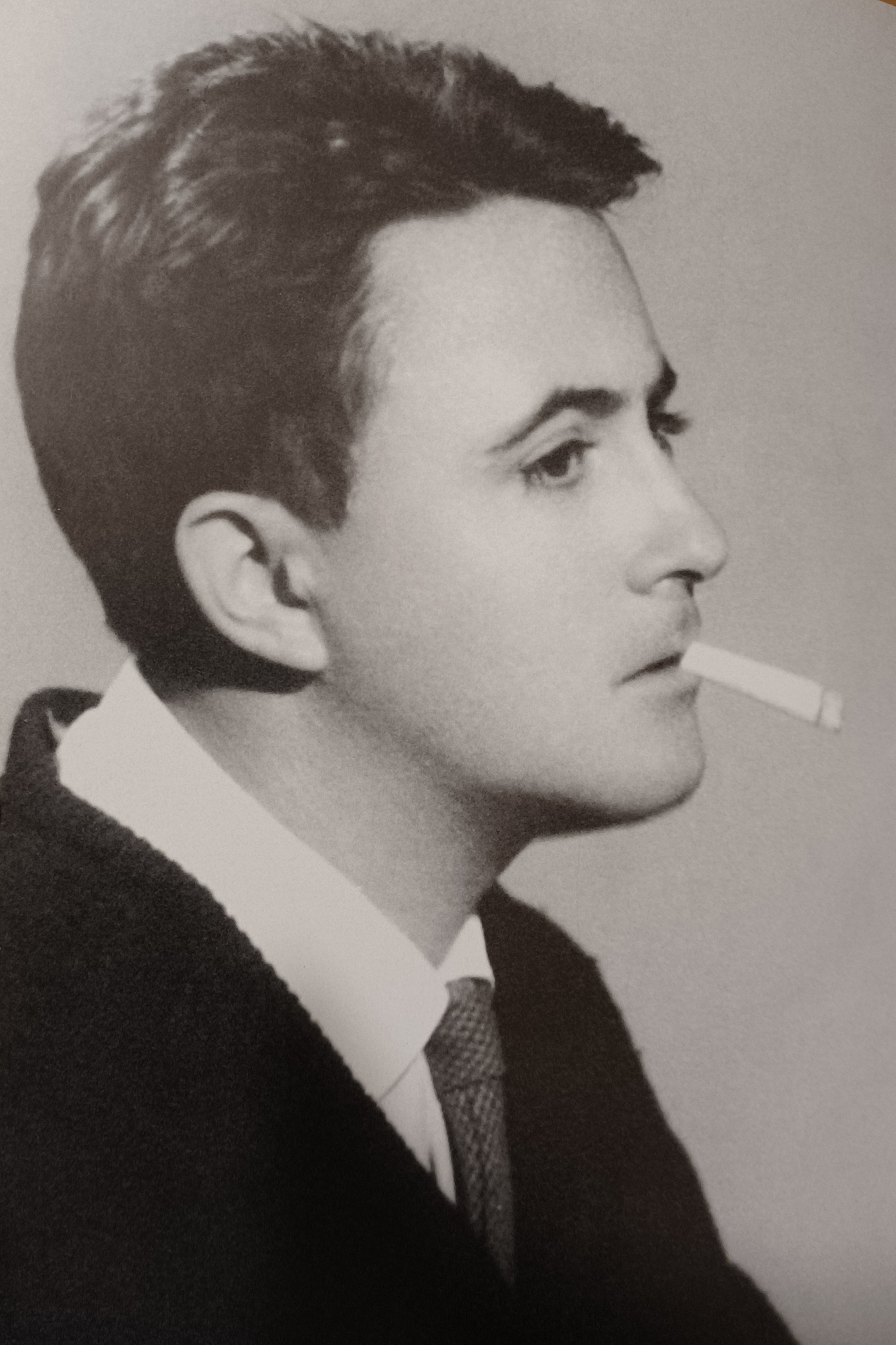
Retrato del poeta Claudio Rodríguez a los dieciséis años (1950).

El Seminario Permanente Claudio Rodríguez es una institución cultural con sede en Zamora (España), dedicada desde 2004 a la preservación de la obra y del legado documental del poeta zamorano Claudio Rodríguez y a la promoción de actividades y estudios centrados en la misma.
Claudio Rodríguez es uno de los poetas señeros de las letras españolas del siglo XX. Su obra, compuesta por cinco poemarios publicados y uno póstumo, recibió los premios de mayor prestigio de la literatura española: el Adonáis (1953), el de la Crítica (1965), el Nacional de Poesía (1983), el Castilla y León de las Letras (1986), el Príncipe de Asturias de las Letras (1993) y el Reina Sofía de Poesía Iberoamericana (1995).
Su obra ha sido estudiada por críticos como, entre otros muchos, Antonio García Berrio, Luis García Jambrina, José Olivio Jiménez, W. Michael Mudrovic, Ángel Luis Prieto de Paula, Luis Ramos de la Torre, Ángel Rupérez, Philip W. Silver o Fernando Yubero Ferrero.

## Creación del Seminario

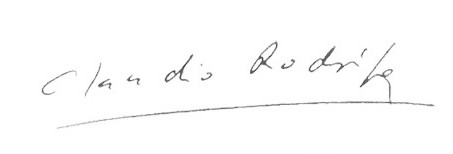
El Seminario Permanente Claudio Rodríguez utiliza como logo la rúbrica del poeta.

El 14 de septiembre de 2004 se reúnen en la Biblioteca Pública del Estado de Zamora quince personas con el fin de aprobar el proyecto inicial del Seminario. El objeto declarado del mismo era:

Apreciar la poesía de Claudio Rodríguez desde distintas vertientes a fin de que su memoria y su obra tengan en la ciudad de Zamora un referente vivo y especial para cualquier tarea relacionada con el escritor zamorano. Así, Zamora debería ser el centro primordial de referencia adonde cualquier especialista, profesor, lector, etc., de la obra de Claudio Rodríguez debería dirigirse inexcusablemente.

Con ese fin, los fundadores establecieron varias líneas de actuación, principalmente la creación de un centro de documentación en la que se acopiasen y preservasen tanto las obras del poeta como las de referencia sobre la misma; la publicación de un boletín bibliográfico; y la organización periódica de unas jornadas de carácter académico sobre la obra de Claudio.

## Etapas
En una primera fase (2004-2016), el Seminario funcionó como un grupo de trabajo bajo el paraguas administrativo de la Biblioteca Pública del Estado de Zamora y con financiación procedente de la misma y del Instituto de Estudios Zamoranos Florián de Ocampo, que, además, se constituyó en sede administrativa y se comprometió a establecer una línea de becas para estudios sobre Claudio. Para su formación se convocó a miembros de varias instituciones, a los escritores del grupo Magua y a profesores de literatura del ámbito universitario y de Educación Secundaria. El comité ejecutivo del Seminario se colocó bajo la presidencia de la viuda del poeta, Clara Miranda Molina.
Ya en febrero de 2005 se tomaron las primeras decisiones, que abarcaban la implementación de la Biblioteca del Estado como centro de documentación activo, la colaboración con la Fundación Jorge Guillén, depositaria del fondo documental y la biblioteca personal del poeta, para la digitalización de sus fondos y la programación de las primeras jornadas, que se celebraron a fines de 2005. Más allá del proyecto inicial de boletín, con motivo de las primeras jornadas y para recoger su contenido se publicó el número 0 de una nueva revista, Aventura (2006), que tomó nombre del poemario póstumo de Claudio y que hasta hoy ha acompañado la celebración de las jornadas. La web Claudio Rodríguez se publicó en 2008.
Una segunda etapa se inicia a principios de 2017, año en que el Seminario decide refundarse como asociación sin ánimo de lucro, con sede administrativa en la calle Monforte, número 1, de Zamora. Sus fines estatutarios son:

1. Promover el estudio y difusión de la vida y obra de del poeta Claudio Rodríguez (Zamora,1934-1999) desarrollando para ello diversas acciones culturales, de investigación, traducción, edición y divulgación de su obra, en los términos más amplios posibles, así como impulsar y enriquecer los fondos del centro de documentación existente sobre Claudio Rodríguez en la Biblioteca Pública de Zamora.
2. Ofrecer una programación de actividades culturales abierta y de interés    
3. Establecer líneas de colaboración estable con las Instituciones públicas, Asociaciones, Empresas, Editoriales y /o particulares interesados en apoyar y participar en el desarrollo de las actividades desarrolladas por la Asociación.

En la primera junta de la nueva asociación serán presidenta Concha González Díaz de Garayo, vicepresidente Tomás Sánchez Santiago y secretario Miguel Casaseca Martín. Renovados los cargos en 2021, preside el Seminario Miguel Casaseca Martín, con Tomás Sánchez Santiago como vicepresidente y Concha González Díaz de Garayo como secretaria.

## Miembros

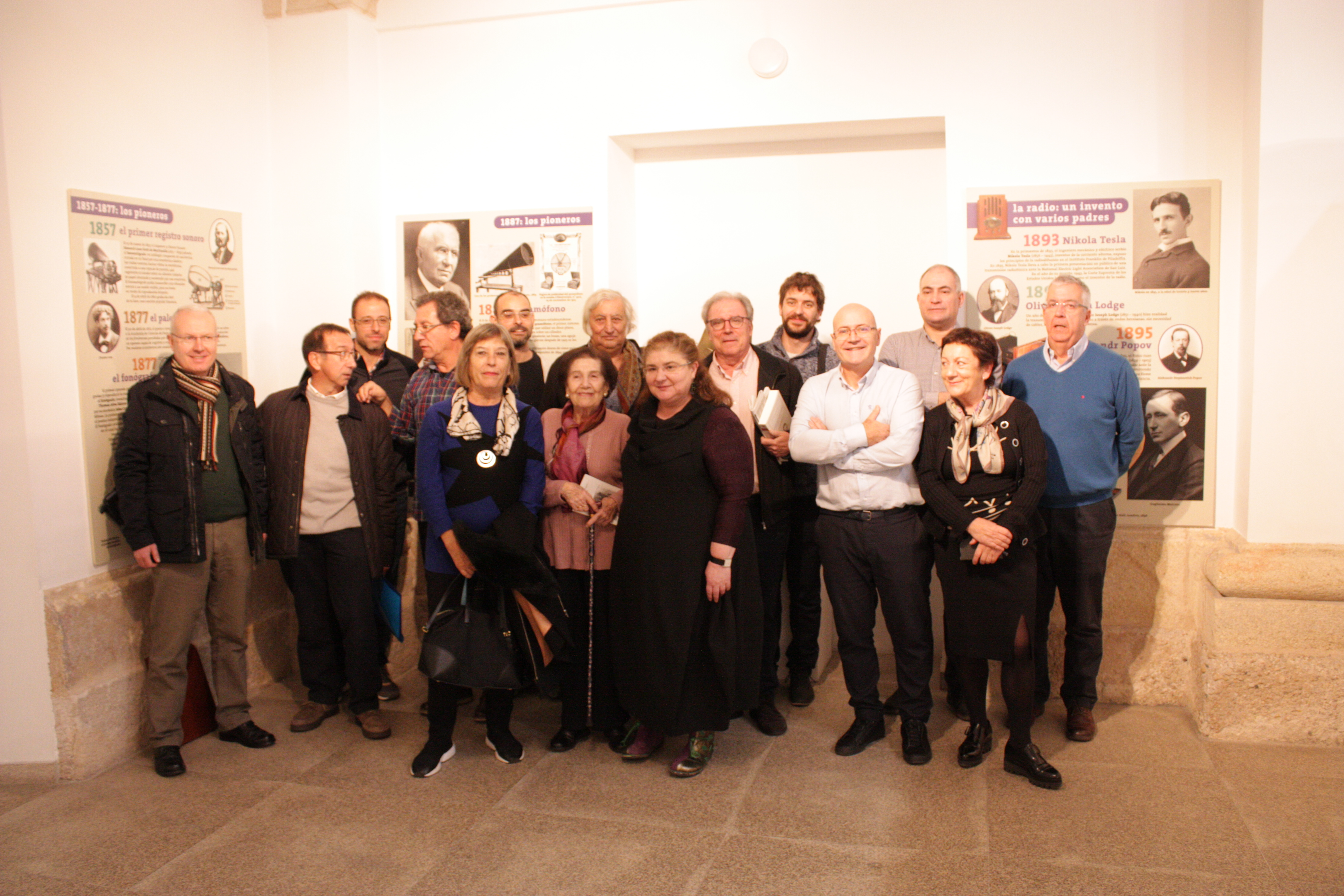
Miembros del Seminario Permanente Claudio Rodríguez durante sus VII Jornadas (Zamora, noviembre de 2017).

Desde su nacimiento a nuestros días, por el Seminario han pasado diversos escritores, académicos e intelectuales. Fueron miembros fundadores los siguientes: Asunción Almuiña Loeda, Horacio Calles, Miguel Gamazo Pelaz, Pedro García Álvarez, Luis García Jambrina, Margarita García Moreno, Concha González Díaz de Garayo, Máximo Hernández, Luis Ingelmo García, Fernando Martos Parra, Clara Miranda Molina (socia de honor por su contribución al desarrollo del Seminario y del centro de documentación Claudio Rodríguez en la Biblioteca Pública de Zamora), Tomás Pierna Beloso, José Ignacio Primo Martínez, Luis Ramos de la Torre, Juan Manuel Rodríguez Tobal y Tomás Sánchez Santiago. Otras personas que se incorporaron al Seminario en distintos momentos fueron Miguel Casaseca Martín, Enrique Cortés, Santiago Fernández Vecilla, Aníbal Lozano, David Refoyo Aguiar, Xurxo Sierra Veloso y Fernando Yubero Ferrero.
Los miembros de la segunda época fueron Asunción Almuiña Loeda, José Miguel Arias Rodríguez, Miguel Casaseca Martín, Manuel Ángel Delgado de Castro, Julio Eguaras Gutiérrez, Rafael Ángel García Lozano, Pablo Antonio García Malmierca, Concha González Díaz de Garayo, Carlos León Liquete, Fernando Martos Parra, Clara Miranda Molina (fallecida en 2022), José Ignacio Primo Martínez (fallecido en 2021), Luis Ramos de la Torre, David Refoyo Aguiar, Tomás Sánchez Santiago, Xurxo Sierra Veloso, Fernando Villamía Ugarte y Fernando Yubero Ferrero. Con posterioridad se han incorporado como socios numerarios otros escritores y estudiosos: Juan Luis Calbarro, Natalia Carbajosa, Héctor Escobar, Amelia Gamoneda, Fermín Herrero, María Antonia Mezquita Fernández, Pedro Ojeda Escudero, María Ángeles Pérez López y Pietro Taravacci.

## Las Jornadas Claudio Rodríguez y la revistaAventura

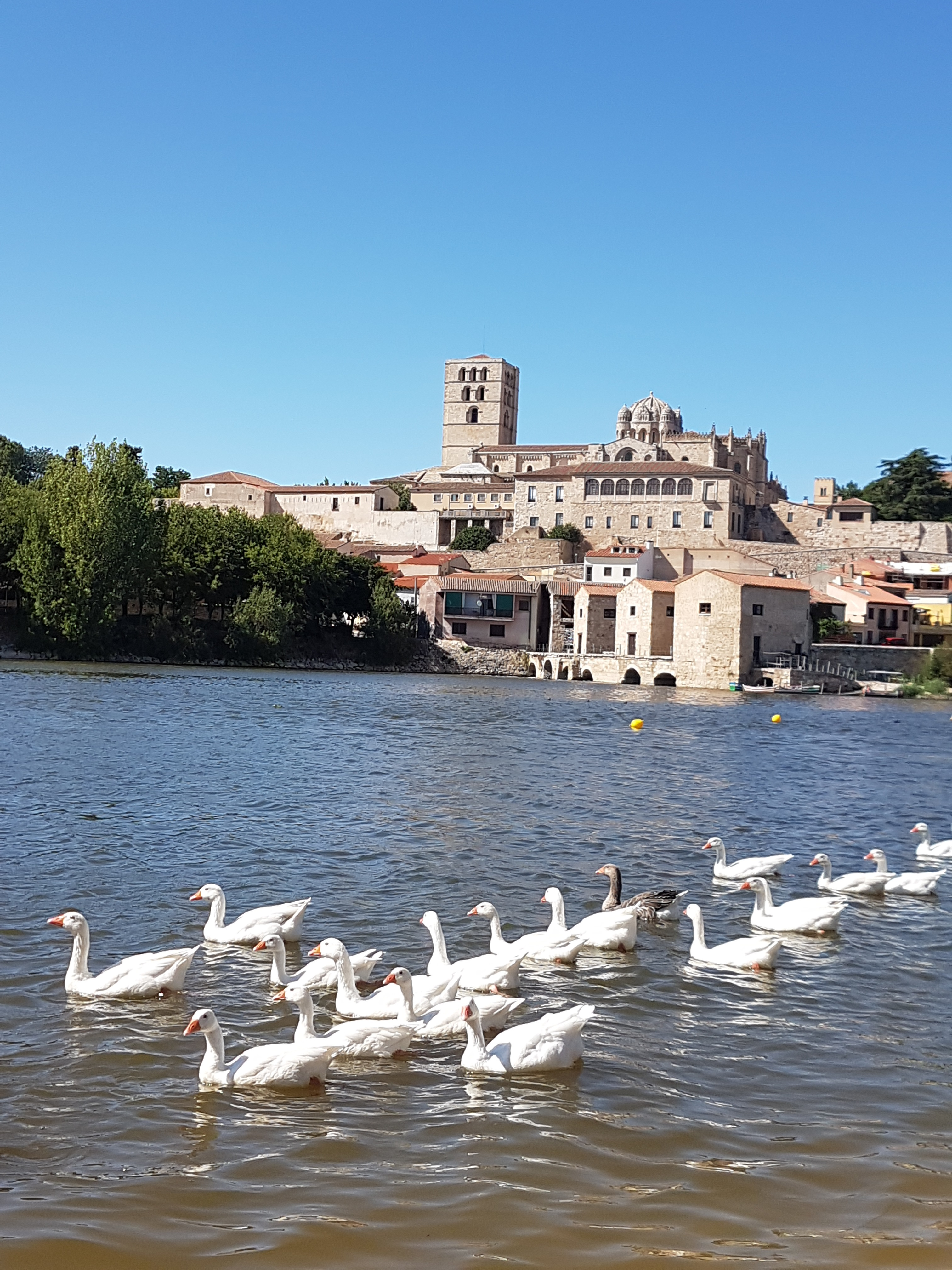
Vista de Zamora desde la otra orilla del Duero (julio de 2021).

La principal actividad del Seminario ha consistido en organizar y celebrar una serie de jornadas bienales sobre la obra de Claudio Rodríguez que, tras el paréntesis de la pandemia de 2020, en 2022 han alcanzado el número de nueve, y que han sido recogidas en los correspondientes números de la revista Aventura. Concebidas como monográficas, las jornadas han combinado el rigor académico en ponencias y comunicaciones con la excelencia en sus lecturas poéticas, actuaciones musicales y exposiciones. Hasta el momento se han celebrado las siguientes:
- I Jornadas Claudio Rodríguez. Nuevas miradas. 26-28 de octubre de 2005.[16]
  - Recogidas en el número 0 de Aventura (2006).

- II Jornadas Claudio Rodríguez. La traducción de poesía. 30 de noviembre-2 de diciembre de 2006.[17][18][19]
  - Recogidas en el número 1 de Aventura (2007).[20][21][22]

- III Jornadas Claudio Rodríguez. Lo local y lo universal. 27-29 de noviembre de 2008.[23][24][25][26]
  - Recogidas en el número 2 de Aventura (2009).

- IV Jornadas Claudio Rodríguez. El lugar de la utopía. 25-27 de noviembre de 2010.[27][28][29][30]
  - Recogidas en el número 3 de Aventura (2011).[31]

- V Jornadas Claudio Rodríguez. Vigencia de Claudio Rodríguez. 29 de noviembre-1 de diciembre de 2012.[32][33]
  - Recogidas en el número 4 de Aventura (2013).[34][35]

- VI Jornadas Claudio Rodríguez. Música y poesía. 7-9 de mayo de 2015.[36][37]
  - Recogidas en el número 5 de Aventura (2015).[38]

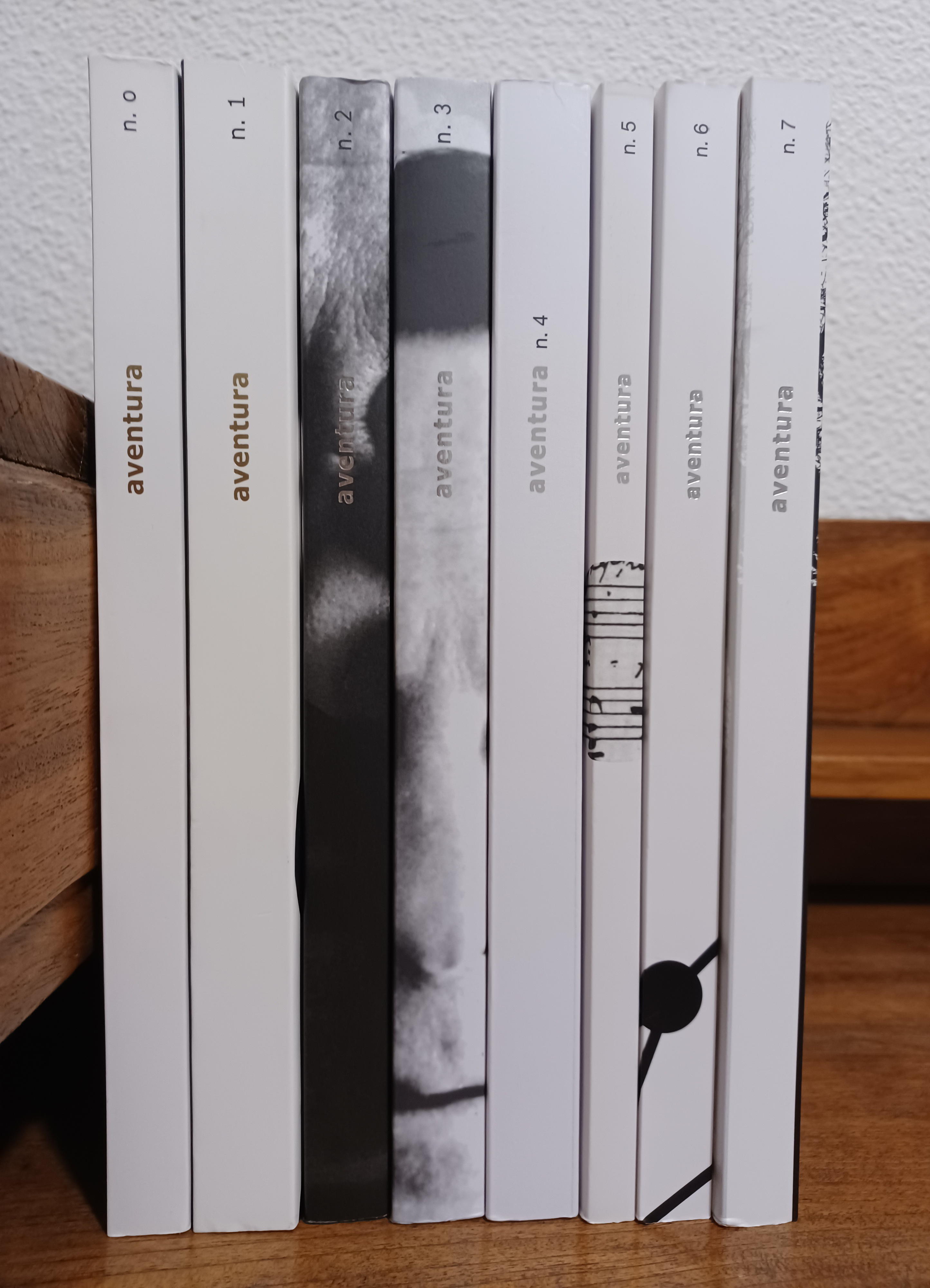
Números 0-7 de la revista 'Aventura' (2006-2020).

- VII Jornadas Claudio Rodríguez. Ciencia, materia y poesía. 16-18 de noviembre de 2017.[39][40][41][42][43]
  - Recogidas en el número 6 de Aventura (2018).[44][45][46][47]

- VIII Jornadas Claudio Rodríguez. Tiempo y leyenda. 7-9 de noviembre de 2019.[48][49][50][51]
  - Recogidas en el número 7 de Aventura (2020).[52][53][54]

- IX Jornadas Claudio Rodríguez. Arte y poesía. 24-26 de noviembre de 2022.[55][56][57][58]
  - Recogidas en el número 8 de Aventura (2023).

- X Jornadas Claudio Rodríguez. Don de la claridad. 27-30 de noviembre de 2024.[59][60][61][62][63][64]
  - Recogidas en el número 9 de Aventura (previsto para 2025).

Algunas de las personalidades de las letras, la música, el cine y las artes plásticas que -además de los miembros del Seminario- han participado en estos encuentros son Pilar Adón, Rafael Argullol, Bernardo Atxaga, Santiago Auserón, Toño Barreiro, Rosa Berbel, Louis Bourne, Laurence Breysse-Chanet, Francisco Brines, Dionisio Cañas, Antonio Carvajal, Miguel Casado, José María Castrillón, Andrés Catalán, María do Cebreiro, Ben Clark, Antonio Colinas, Jordi Doce, Tina Escaja, Josep Maria Esquirol, Agustín Fernández Mallo, Amelia Gamoneda, Antonio Gamoneda, Pablo García Baena, Antonio García Berrio, Agustín García Calvo, Carlos García Gual, Luis García Jambrina, Olvido García Valdés, Marcelino García Velasco, José Ángel González Sainz, Antonio Guerra, Almudena Guzmán, Fermín Herrero, José Manuel de la Huerga, Nuno Júdice, Fernando León de Aranoa, Emilio Lledó, Chantal Maillard, Miguel Marinas, Gustavo Martín Garzo, Antonio Martínez Ron, Juan Carlos Mestre, Félix Moyano, W. Michael Mudrovic, Jesús Munárriz, Esperanza Ortega, Luis de Pablo, Eugenio Padorno, José Luis Pardo, Antonio Pedrero, Isabel Pérez Montalbán, Carlos Piñel, Ángel Luis Prieto de Paula, José Luis Puerto, David Pujante, Jorge Riechmann, Ildefonso Rodríguez, Fernando Rodríguez de la Flor, Jorge Rodríguez Padrón, Ángel Rupérez, Ada Salas, António Salvado, José Manuel Sánchez Ron, Alberto Santamaría, Tomás Segovia, Jaime Siles, Philip W. Silver, Michael Smith, Mauricio Sotelo, Anabel Torres y José Luis Viloria.
La revista Aventura transcribe, por tanto, a modo de actas, los contenidos de las jornadas precedentes a cada número, pero también incluye colaboraciones, inéditos de Claudio, correspondencias, facsímiles, reseñas bibliográficas, la convocatoria anual del Premio Internacional de Poesía Claudio Rodríguez del IEZ Florián de Ocampo y su correspondiente fallo, así como noticias sobre el Seminario, sobre el Centro de Documentación Claudio Rodríguez de la Biblioteca Pública del Estado de Zamora, etc. Aventura es la única revista monográfica que se publica en España sobre un autor. A partir del número 9, se prevé que la edición de Aventura sea digital, "por reducir costes y por llegar a un mayor número de interesados".

## Centro de Documentación Claudio Rodríguez

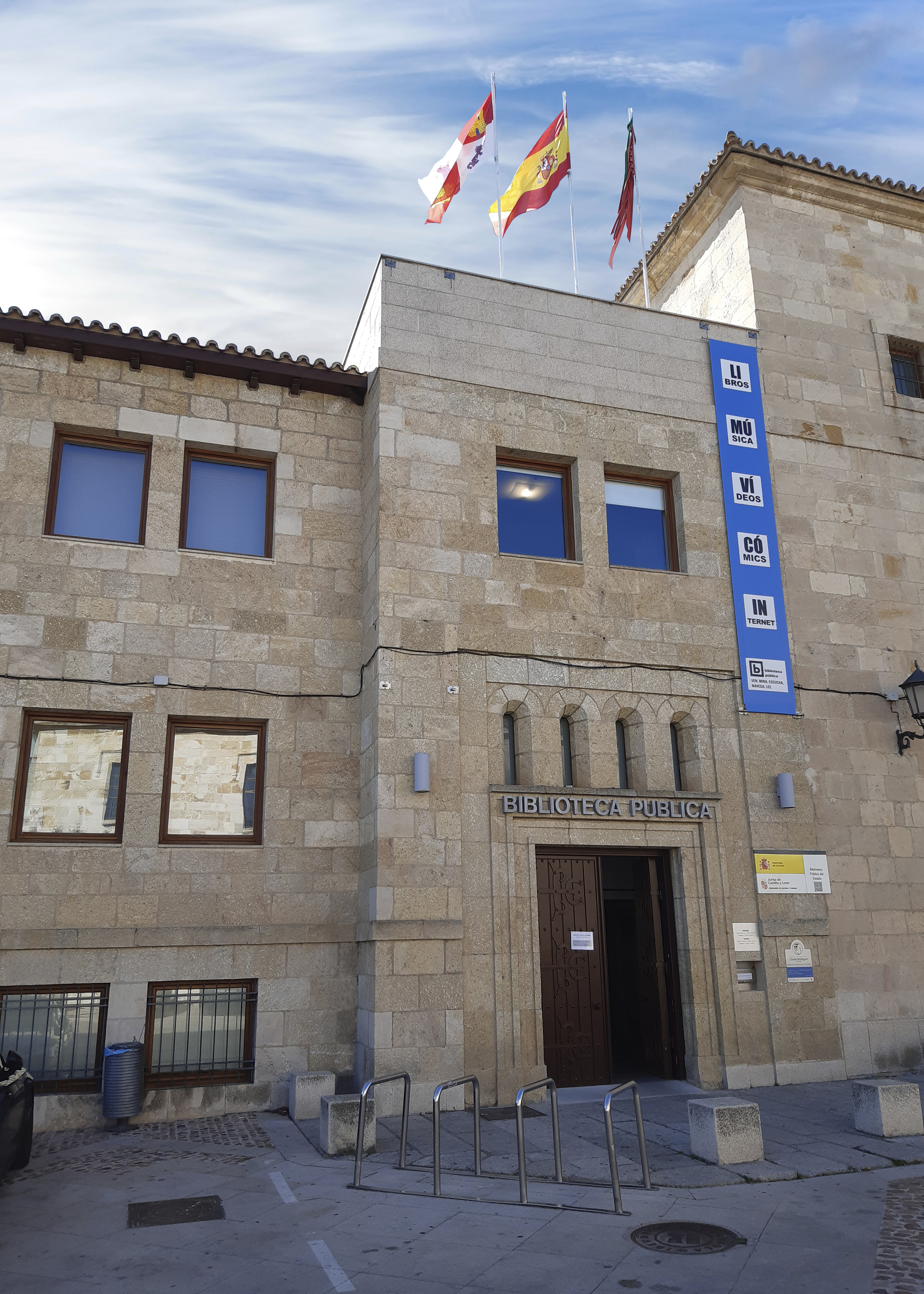
Biblioteca Pública del Estado de Zamora (octubre de 2021).

El Centro de Documentación Claudio Rodríguez es un fondo documental especializado en Claudio Rodríguez organizado y custodiado por la Biblioteca Pública del Estado de Zamora, que ya desde los años 80 había empezado a reunir documentación sobre el poeta. Cuando en 2004 se constituye el Seminario Permanente Claudio Rodríguez, acuerda continuar de forma sistemática esa labor de recopilación e instituir un centro de documentación, con el fin de contribuir al estudio y difusión de su obra. El Centro reúne ediciones de todas las obras de Claudio, obras no poéticas (conferencias, artículos, entrevistas, etc.), traducciones, antologías colectivas, estudios críticos publicados sobre Claudio en monografías, publicaciones periódicas o tesis doctorales de universidades españolas y extranjeras. También incorpora documentos sonoros y audiovisuales sobre el poeta, emitidos por diversos medios de comunicación. 
Además, el Centro trabaja en red con todas las Bibliotecas Públicas de Castilla y León y de España, la Biblioteca Nacional e instituciones especializadas como la Fundación Jorge Guillén de Valladolid, que conserva el legado de Claudio: textos originales, correspondencia, biblioteca personal, etc., por lo que cualquier investigador español o extranjero puede dirigirse a la Biblioteca Pública del Estado de Zamora para conseguir cualquier documento disponible de o sobre Claudio Rodríguez. Hoy se ha convertido en un referente al servicio de estudiosos, investigadores y público en general.

## Ediciones, exposiciones y otras actividades
En colaboración con instituciones como el IEZ Florián de Ocampo o la Fundación Jorge Guillén, el Seminario ha promovido o participado activamente en proyectos de edición, estudio y traducción de la obra de Claudio Rodríguez, así como presentaciones de libros, exposiciones, etc.
En 2007, en colaboración con Ediciones Hiperión, el Seminario promovió la publicación del volumen Cinco poemas, una antología multilingüe que incluye un poema de cada uno de los poemarios publicados en vida por Claudio, vertido por sendos traductores a ocho idiomas: alemán, griego, lituano, búlgaro, francés, italiano, portugués e inglés (este último en dos versiones).

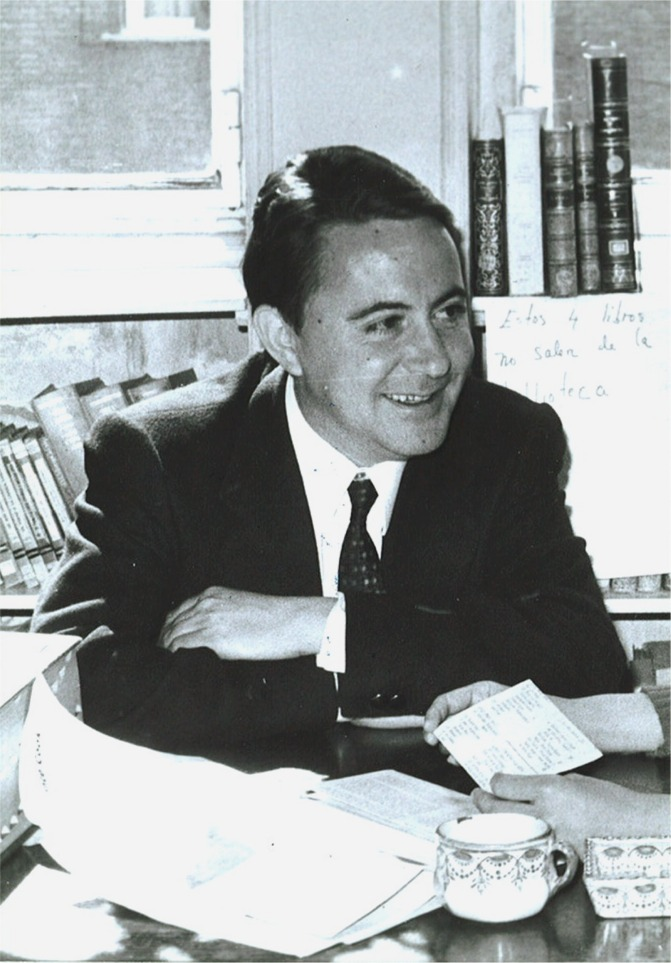
El poeta Claudio Rodríguez.

Desde 2008, en que la publicó, el Seminario es responsable del mantenimiento de la web Claudio Rodríguez.
En 2009, el IES Florián de Ocampo editó en colaboración con el Seminario los cinco poemarios publicados en vida por Claudio.
Coincidiendo con las V Jornadas, el Seminario inauguró la exposición Claudio Rodríguez. Vida y obra (1934-1999), del 29 de noviembre de 2012 al 31 de enero de 2013, en la Sala de Exposiciones de la Biblioteca Pública del Estado de Zamora; y en años sucesivos itinerante por diversas localidades de Castilla y León.
En las VI Jornadas (2015) se presentó la iniciativa Claudio Rodríguez. Ruta literaria por Zamora, con edición de material gráfico y, en colaboración con el Ayuntamiento de Zamora, instalación de placas informativas interactivas en los lugares de la ciudad relacionados con la vida y obra del poeta.
Durante las VIII Jornadas se presentó la exposición Claudio Rodríguez. De la aurora a la piedra. Casi una leyenda, del 6 al 30 de noviembre de 2019, en la Sala de Exposiciones de la Biblioteca Pública del Estado de Zamora; y del 16 de enero al 23 de febrero de 2020 en la Sala Municipal de Exposiciones de la Casa Revilla de Valladolid, con material procedente del Seminario y de la Fundación Jorge Guillén.
Con motivo de la exposición, el Seminario publicó una plaquette con el texto manuscrito del poema de Claudio Rodríguez "Lamento a Mari", de Casi una leyenda, y su traducción al catalán, al gallego, al portugués y al vasco.
En 2020 el Seminario supervisó la edición de Canto del caminar. Poesía completa, en Ediciones Vitruvio.
Así mismo de 2020 es la publicación de Antología para jóvenes, una iniciativa del Seminario asumida por Bartleby Editores con el apoyo de la Diputación de Zamora.
Coincidiendo con las IX Jornadas (2022), el Seminario organizó una exposición de Carlos Piñel, Pinturas para cinco poetas, del 2 al 30 de noviembre de 2022, en la Sala de Exposiciones de la Biblioteca Pública del Estado de Zamora, con obras basadas en la poesía de Federico García Lorca, Miguel Hernández, Claudio Rodríguez, Aníbal Núñez y Antonio Gamoneda. Como preámbulo de la misma, se presentó el libro de artista Imaginario del vértigo, con poemas de Antonio Gamoneda y pinturas de Carlos Piñel.
En 2024 se llevaron a cabo diversas iniciativas. Por un lado, el Seminario promovió un número monográfico de la revista Studia Zamorensia titulado El canto vivo de Claudio Rodríguez, con trabajos de Luis Ramos de la Torre, Miguel Casaseca, Natalia Carbajosa y Pablo A. García Malmierca, que fue presentado en la clausura del Curso Sénior de la UNED en Zamora (junio de 2024) y también durante las X Jornadas.
En segundo lugar, y también aprovechando la presencia en las últimas de numerosos estudiosos y lectores de la obra de Claudio, el programa De cerca de La 8 Zamora (RTVCyL) lanzó un documental titulado "70º aniversario de Don de la ebriedad" que recoge diversos testimonios sobre la primera obra del poeta zamorano.